# Erysimum collinum
Erysimum collinum är en korsblommig växtart som först beskrevs av Friedrich August Marschall von Bieberstein, och fick sitt nu gällande namn av Antoni Lukianovich Andrzejowski. Erysimum collinum ingår i släktet kårlar, och familjen korsblommiga växter. Inga underarter finns listade i Catalogue of Life.